# João Pôncio
João Pôncio, O.F.M. (ou em sua forma latinizada Johannes Poncius) (1603–1661) foi um Franciscano irlandês, filósofo escolástico e teólogo. 
Pôncio foi o responsável pela agora clássica formulação da Navalha de Ockham, enunciada antes da seguinte forma em latim: entia non sunt multiplicanda praeter necessitatem, "os entes não devem ser multiplicados além do necessário.". Ligeiramente diferente é a formulação de Pôncio: Non sunt multiplicanda entia sine necessitate, que pode ser traduzida como: "não devem ser multiplicados sem necessidade os entes". Pôncio não atribui essa ideia a Guilherme de Ockham, mas se refere a ela como um "comum axioma" (axioma vulgare) usado pela escolástica

## Obras
Em 1643 publicou em Roma seu Cursus philosophiae. Algumas de suas opiniões foram combatidas por Bartolomeu Mastrio, e Pôncio replicou em Appendix apologeticus (Roma, 1645), no qual diz que, embora aceite todas as conclusões de Duns Escotus, não se sente inclinado a adotar todas as provas de Escotus. Mastrio reconhece a força do raciocínio de Pôncio e admitiu que este lançou luz sobre inúmeros problemas filosóficos. Em 1652, Pôncio publicou Integer cursus theologiae (Paris). Essas duas obras explicam com grande clareza e precisão o ensinamento da escola escotista. Em 1661, publicou em Paris sua grande obra, Commentarii theologici in quatuor libros sententiarum, chamada por Hurter de "opus rarissimum".
Pôncio também ajudou Luke Wadding na edição das obras de Escotus. Wadding afirmou que ele era dotado de um poderoso e sutil intelecto, com grande facilidade de comunicar seu conhecimento, com estilo gracioso, e que, embora fosse severo estudioso de filosofia e teologia, também era um ardente estudioso dos clássicos.
Outras obras suas são:
- "Judicium doctrinæ SS. Augustini et Thomæ", Paris, 1657;
- "Scotus Hiberniae restitutus", em resposta ao Padre Ângelo de São Francisco, que afirmava ser Escotus um inglês.
- "Deplorabilis populi Hibernici pro religione, rege et libertate status" (Paris, 1651).